# Bulbostylis pauciflora
Bulbostylis pauciflora är en halvgräsart som först beskrevs av Frederik Michael Liebmann, och fick sitt nu gällande namn av Charles Baron Clarke. Bulbostylis pauciflora ingår i släktet Bulbostylis och familjen halvgräs. Inga underarter finns listade i Catalogue of Life.